# Coppa del Mondo maschile di pallavolo 2011
La Coppa del Mondo maschile di pallavolo 2011 si è svolta dal 20 novembre al 4 dicembre 2011 a Nagoya, Kagoshima, Osaka, Kumamoto, Fukuoka, Hamamatsu e Tokyo, in Giappone. Al torneo hanno partecipato 12 squadre nazionali e la vittoria finale è andata per la seconda volta alla Russia, che si è qualificata per i giochi della XXX Olimpiade, insieme alla Polonia e al Brasile, rispettivamente seconda e terza classificate.

## Girone unico

### Primo round
| Girone A                                                 | Girone B                                                      |
| -------------------------------------------------------- | ------------------------------------------------------------- |
| Sede: Nagoya Argentina Cuba Giappone Iran Polonia Serbia | Sede: Kagoshima Brasile Cina Egitto Italia Russia Stati Uniti |

### Secondo round
| Girone C                                                | Girone D                                                     |
| ------------------------------------------------------- | ------------------------------------------------------------ |
| Sede: Osaka Argentina Cuba Giappone Iran Polonia Serbia | Sede: Kumamoto Brasile Cina Egitto Italia Russia Stati Uniti |

### Terzo round
| Girone E                                                    | Girone F                                                    |
| ----------------------------------------------------------- | ----------------------------------------------------------- |
| Sede: Fukuoka Cina Egitto Giappone Iran Polonia Stati Uniti | Sede: Hamamatsu Argentina Brasile Cuba Italia Russia Serbia |

### Quarto round
| Girone G                                                | Girone H                                                  |
| ------------------------------------------------------- | --------------------------------------------------------- |
| Sede: Tokyo Brasile Giappone Iran Italia Polonia Russia | Sede: Tokyo Argentina Cina Cuba Egitto Serbia Stati Uniti |

## Podio

### Campione
Formazione: 2 Denis Birjukov, 3 Nikolaj Apalikov, 4 Taras Chtej, 6 Evgenij Sivoželez, 7 Sergej Makarov, 8 Sergej Tetjuchin, 9 Aleksandr Sokolov, 10 Roman Jakovlev, 12 Aleksandr But'ko, 13 Dmitrij Muserskij, 16 Pavel Kruglov, 17 Maksim Michajlov, 18 Aleksandr Volkov, 20 Aleksej Območaev, CT: Vladimir Alekno

### Secondo posto
Formazione: 1 Piotr Nowakowski, 2 Michał Winiarski, 5 Paweł Zagumny, 6 Bartosz Kurek, 7 Jakub Jarosz, 9 Zbigniew Bartman, 13 Michał Kubiak, 14 Michał Ruciak, 15 Łukasz Żygadło, 16 Krzysztof Ignaczak, 17 Paweł Zatorski, 18 Marcin Możdżonek, 19 Patryk Czarnowski, 20 Łukasz Wiśniewski, CT: Andrea Anastasi

### Terzo posto
Formazione: 1 Bruno de Rezende, 4 Wallace de Souza, 5 Sidnei dos Santos, 6 Leandro Vissotto, 7 Gilberto de Godoy, 8 Murilo Endres, 9 Théo Lopes, 10 Sérgio Santos, 13 Gustavo Endres, 14 Rodrigo Santana, 15 João Paulo Bravo, 16 Lucas Saatkamp, 17 Marlon Yared, 18 Dante do Amaral, CT: Bernardo de Rezende

## Classifica finale
| Classifica | Squadre     | Qualificazione             |
| ---------- | ----------- | -------------------------- |
|            | Russia      | Giochi della XXX Olimpiade |
|            | Polonia     | Giochi della XXX Olimpiade |
|            | Brasile     | Giochi della XXX Olimpiade |
| 4          | Italia      |                            |
| 5          | Cuba        |                            |
| 6          | Stati Uniti |                            |
| 7          | Argentina   |                            |
| 8          | Serbia      |                            |
| 9          | Iran        |                            |
| 10         | Giappone    |                            |
| 11         | Cina        |                            |
| 12         | Egitto      |                            |